# Super Turrican 2
Super Turrican 2 är ett shoot 'em up-spel till SNES, utvecklat av Factor 5 och utgivet av Ocean Software.

### Fotnoter
1. ↑  ”Super Turrican” (på svenska). Super Power (Solna) (4 1995). april 1995. Läst 25 april 2014.